# Crimson Falls
Crimson Falls est un groupe belge de deathcore, originaire d'Anvers, en région flamande. Le groupe est formé en 2002, et compte trois albums studio.

## Histoire
Crimson Falls est formé en 2002 par Kristof Damen, Ringo Van Dingenen et Sigi Loots, qui, alors que le groupe n'était pas encore complet, ont écrit les premières paroles de leurs chansons. Filip Van Damme et Maarten Van Houdt ont ensuite rejoint le groupe, le complétant ainsi. Le premier album, The True Face of Human Nature, est publié en 2006. Il attire l'intérêt de la presse spécialisée,,,, et est « formidablement » accueilli selon les dires du groupe lors d'une interview avec Metalfan en 2014. Ils entament une tournée promotionnelle, jouant notamment au De Box de Zaterdag le 24 mars 2007, en promotion de l'album. Un deuxième album, Fragments of Awareness, sorti en 2008, est lui aussi remarqué par la presse spécialisée,.
Plus tard, le groupe annonce son troisième album, Downpours of Disapproval, qui sort en septembre 2013,. Après 13 ans de service, leur guitariste Kristof Damen quitte le groupe, qui cherche alors un remplaçant. En 2015, le groupe trouve finalement le guitariste Cyril Hostijn pour le remplacer. Le groupe ne semble plus donner signe d'activité depuis 2017.

## Style musical
Le style musical du groupe est un mélange de voix gutturales du death metal, avec les screamings et les breaks du metalcore. Les paroles traitent généralement des problèmes, des tragédies, etc.

## Discographie

### Albums studio
- 2006 : The True Face of Human Nature
- 2009 : Fragments of Awareness
- 2013 : Downpours of Disapproval

### EP
- 2005 : Ruins 2k5
- 2008 : The Dead